# Frassinelle Polesine
Frassinelle Polesine là một đô thị ở tỉnh Rovigo ở vùng Veneto của Ý, có khoảng cách khoảng 70 km về phía tây nam của Venezia và khoảng 10 km về phía tây nam của Rovigo. Tại thời điểm ngày 31 tháng 12 năm 2004, đô thị này có dân số 1.559 người và diện tích là 21,9 km².
Đô thị Frassinelle Polesine có các frazioni (các đơn vị cấp dưới, chủ yếu là các làng) Caporumiatti, Casotti, Chiesa, Crociara, Le Cornere, Passo di Villamarzana, và Viezze.
Frassinelle Polesine giáp các đô thị: Arquà Polesine, Canaro, Fiesso Umbertiano, Pincara, Polesella, Villamarzana.